# 月光夜間戰鬥機
月光夜間戰鬥機，是第二次世界大戰中期後舊日本海軍開始使用的夜間戰鬥機。美軍的代號則為「Irving」。一反之前「X式XX戰鬥機」的制式命名風格，由本機開始改變命名準則，「月光」不只是暱稱，而成為正式名稱。
月光夜間戰鬥機即是二式陸上偵察機的武裝衍生型。

## 開發起源與歷史
1943年初，第251航空隊（原台南海軍航空隊）司令小園安名中校作為對抗重型轟炸機的對策，自行將傾斜式機砲（與機軸呈30°左右裝備的機槍），安裝於中島重工的十三試雙發陸上戰鬥機上並加以改造為夜間戰鬥機，並配置於自己的部隊。
此夜間戰鬥機於1943年5月21日深夜，成功擊落往拉包爾來襲的兩架B-17，之後不斷成功擊落前來進行夜間轟炸的B-17。首次擊墜敵機後，海軍中央便允許此改造，並於1943年8月23日以丙式戰鬥機（夜間戰鬥機）「月光」（月光一一型 J1N1-S）的名字列為制式裝備，同時傾斜式機砲也成為制式武器。
雖然由於月光的投入戰場，成功抑止住B-17與B-24對拉包爾的夜間轟炸。但由於戰力相差懸殊，盟軍對拉包爾的夜間轟炸始終沒有停止。從夜間迎擊到夜間偵查、夜間基地襲擊等等，月光也於中太平洋與菲律賓地區活耀。事實上，此時的月光裝備的僅為對海雷達。
日本本土防空戰時由於銀河夜戰、彗星夜戰等後繼機生產不及，無論日間或夜間，月光也開始迎擊以P-51護衛的B-29。由於速度與高度性能不及加上數量不足，並沒有相當的戰果。但是夜間迎擊時，亦有由橫須賀航空隊的黑鳥四郎少尉與倉本十三上飛曹創下的一晚擊墜五機之戰果。這時候已有部分月光安裝上對飛機用雷達，但因為駕駛員與整備員無法習慣和雷達本身妥善率不高，在實戰中沒多少突出的表現。即使海軍下令愛知航空機研製十八試驗夜戰電光（S1A）還未完成，只有月光繼續出場迎擊。
戰後美軍接收了橫須賀航空隊的YO-102號機，於修理復原後展示於美國華盛頓國家航空宇宙博物館。

## 衍生型
- 月光一一甲型（J1N1-Sa）：廢止向下的傾斜式機砲，向上的傾斜式機砲改為三挺。

- 月光一二型（J1N2）：原本計劃在月光一一甲型改裝三菱MK8P金星引擎（1,560匹馬力），但未付諸實現。

## 性能諸元
- 發動機：榮二一型
- 乘員數：2人
- 長度：12.13公尺
- 翼展：17公尺
- 高度：4.56公尺
- 空載重量：4,562公斤
- 最大起飛重量：7,527公斤
- 最高空速：507.4公里／時（高度5,000公尺）
- 航程：2,547公里（正規）～3,778公里（最大）
- 爬升率：8.7公尺／秒
- 武裝：向上與向下九九式20公釐傾斜式機砲各兩挺、兩枚250公斤炸彈